# Les recol·lectores d'avellanes
Les recol·lectores d'avellanes (en francès Les noisettes, literalment, Les avellanes) és un quadre del pintor academicista francès William-Adolphe Bouguereau, que fou realitzat l'any 1882. Pintat a l'oli, fa 176 cm per 131 cm. Representa dues nenes descansant després d'haver recollit avellanes.
El quadre fou donat el 1954 per William E. Scripps al Detroit Institute of Arts on actualment es troba en exposició permanent, sota el títol The Nut Gatherers (literalment Les recol·lectores de fruita seca).